# محوطه کلکه جار
محوطه کلکه جار مربوط به هزاره اول قبل از میلاد است و در شهرستان سقز، بخش زیویه، روستای باشماق واقع شده و این اثر در تاریخ ۲۵ اسفند ۱۳۸۰ با شمارهٔ ثبت ۵۱۲۶ به‌عنوان یکی از آثار ملی ایران به ثبت رسیده است.